# 河野談話の白紙撤回を求める市民の会
河野談話の白紙撤回を求める市民の会（こうのだんわのはくしてっかいをもとめるしみんのかい）とは、慰安婦問題に関連して慰安婦関係調査結果発表に関する河野内閣官房長官談話（河野談話）を否定すべきと主張している市民団体。代表は主権回復を目指す会（主権会）の代表でもある西村修平。

## 主旨
「河野談話は完全に根拠のない政治的妥協の産物であり、特定アジアへの追従である」として、河野談話の撤回・米国の慰安婦決議案への対抗で自虐史観から脱却することを目的に、署名行動を呼びかけている。
会のウェブサイトでは、河野談話は「国内外の良識による調査研究の結果、事実誤認であると既に結論付けられている」としている。

## 活動
- ネット署名をホームページ上で集め、2007年（平成19年）7月5日、官邸に7000名余りの署名を手渡した。続いて同7月8日には銀座でデモ行進を行い、アメリカ合衆国下院121号決議の不当性を主張し、「慰安婦の証言は嘘である」との主張を展開した。このデモには瀬戸弘幸や在日特権を許さない市民の会（在特会）会長・桜井誠なども参加した。8月15日に会は靖国神社に於いて署名活動を行い、3000名以上の署名を集めた。10月にはネットと街頭署名合わせて15000名近くの署名を集めている。
- 2008年（平成20年）1月26日に代表の西村を中心とする会のメンバーが女たちの戦争と平和資料館近くの早稲田大学の敷地内で署名活動を行った。その後、その一部が同資料館内を訪れ、館内の見学を求めたが資料館関係者に見学を拒否された。しかし制止を振り切って館内に乱入し、「慰安婦は嘘つきであり、唯の売春婦である」「公開の場で討論に応じよ」と主張した。資料館側は最終的に警察に連絡し会のメンバーたちは資料館を立ち去った[1]。このことは一足遅れて慰安婦の出身国のひとつである韓国でも報道された[2]。
- 2011年（平成23年）12月14日 - 韓国において、元「従軍慰安婦」だったと主張する人達への賠償を求める水曜デモが1000回目を迎えた。その主張に賛同的な団体が東京の外務省で活動した際、主権会、日本の自存自衛を取り戻す会、政経調査会と共に抗議活動を行った。当日は他の多数の愛国派団体や街宣右翼も抗議活動を行った。

## 団体概要
- 代表：西村修平
- 呼びかけ人：瀬戸弘幸ほか

- 主な賛同者
  - 阿羅健一：評論家、主権回復を目指す会顧問
  - 有門大輔：政治活動家
  - 古賀俊昭：東京都議会議員
  - 酒井信彦：元東京大学史料編纂所教授、主権回復を目指す会顧問
  - 桜井誠
  - 土屋敬之：前東京都議会議員
  - 西村幸祐：ジャーナリスト
  - 野村旗守：ジャーナリスト
  - 増木重夫：政治活動家

（五十音順）